# Biton striatus
Espèce
Synonymes
- Daesia striata Kraepelin, 1929

Biton striatus est une espèce de solifuges de la famille des Daesiidae.

## Distribution
Cette espèce se rencontre en Afrique du Sud et en Namibie.

## Description
Le mâle décrit par Roewer en 1933 mesure 17 mm et la femelle 16 mm.

## Liste des sous-espèces
Selon Solifuges of the World (version 1.0) :
- Biton striatus bidentatus Lawrence, 1955
- Biton striatus curvichelis Lawrence, 1963
- Biton striatus striatus (Lawrence, 1928)

## Publications originales
- Lawrence, 1928 : Contributions to a knowledge of the fauna of South-West Africa. VII. Arachnida (part 2). Annals of the South African Museum, vol. 25, p. 217–312.
- Lawrence, 1955 : Solifugae, Scorpions and Pedipalpi, with checklists and keys to South African families, genera and species. Results of the Lund University Expedition in 1950-1951. South African Animal Life, vol. 1, p. 152-262.
- Lawrence, 1963 : The Solifugae of South West Africa Cimbebasia , vol. 8, p. 1–28.